# Cerk
Cêrk je parna okončina na zadnjem členu zadka mnogih členonožcev, kot so žuželke in pajki. V nasprotju z njimi raki nimajo cerkov. Največkrat imajo čutilno funkcijo, pri nekaterih živalih pa sodelujejo tudi pri parjenju ali obrambi.
Veliko žuželk ima tanke, členaste cerke, pri drugih pa so se spremenili v bolj specializirane strukture z različnimi funkcijami. Strigalice so znane po masivnih gibljivih cerkih, ki jih lahko uporabljajo za obrambo, lov ali parjenje. Cerki so lahko zelo dolgi in presegajo dolžino telesa, kot pri enodnevnicah ali čričkih, ali so popolnoma reducirani. Pri nekaterih žuželkah je na zadku poleg cerkov še tretja okončina, terminalni filum. Izvodila na zadku listnih uši imajo podoben izgled, vendar niso cerki.
Cerki naj bi se razvili iz enega izmed parov nog prednikov današnjih členonožcev, podobnih stonogam, ki so imeli noge na vsakem členu. V nekaterih primerih je njihova oblika uporabna pri določanju žuželk.